# Ріпненська сільська рада
| Ріпненська сільська рада — орган місцевого самоврядування у Рожнятівському районі Івано-Франківської області з адміністративним центром у с. Ріпне. Сільській раді підпорядковані населені пункти: - с. Ріпне |

## Склад ради
Рада складається з 14 депутатів та голови.

### Керівний склад ради
| ПІБ                        | Основні відомості                                                                          | Дата обрання | Дата звільнення |
| -------------------------- | ------------------------------------------------------------------------------------------ | ------------ | --------------- |
| Шикеринець Юрій Степанович | Сільський голова, 1972 року народження, освіта, безпартійний                               | 26.03.2006   | 31.10.2010      |
| Зварич Іван Петрович       | Сільський голова, 1974 року народження, освіта вища, член політичної партії «Наша Україна» | 31.10.2010   |                 |

Примітка: таблиця складена за даними джерела